# Úpa
L'Úpa est une rivière de la Tchéquie longue de 78 km. Elle est un affluent de l'Elbe dans lequel elle se jette à Jaroměř.